# شارلوت شيلبي
شارلوت شيلبي (بالإنجليزية: Charlotte Shelby)‏ هي ممثلة أمريكية، ولدت في 19 ديسمبر 1877 في شريفبورت في الولايات المتحدة، وتوفيت في 13 مارس 1957 في سانتا مونيكا في الولايات المتحدة.

## وصلات خارجية
- شارلوت شيلبي على موقع IMDb (الإنجليزية)
- شارلوت شيلبي على موقع قاعدة بيانات برودواي على الإنترنت (الإنجليزية)